# Deramas pasteuri
Deramas pasteuri är en fjärilsart som beskrevs av John Nevill Eliot 1978. Deramas pasteuri ingår i släktet Deramas och familjen juvelvingar. Inga underarter finns listade i Catalogue of Life.